# Bialbero di Casorzo

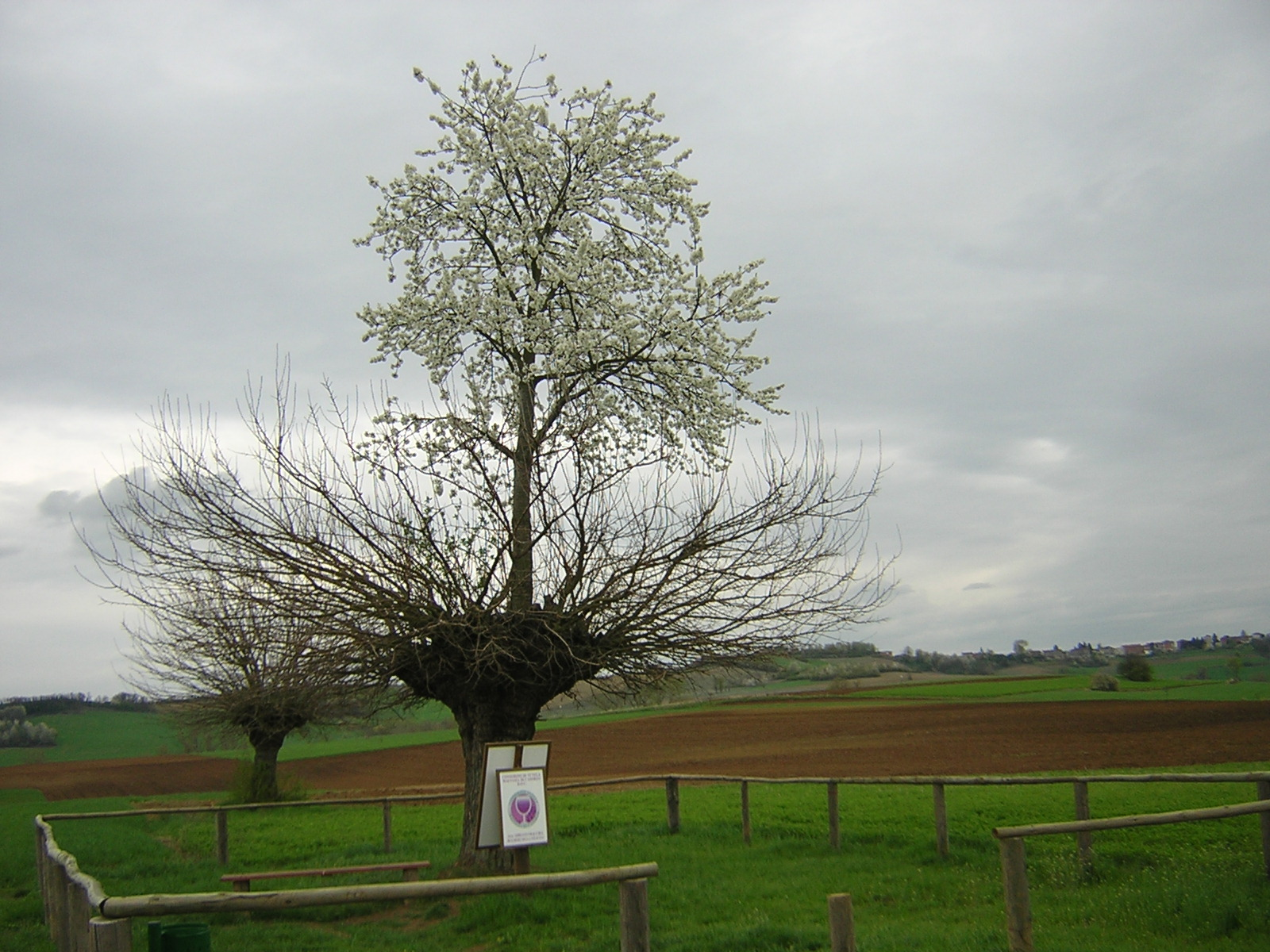
Bialbero di Casorzo (2005)

Der Bialbero di Casorzo (it.: Doppelbaum von Casorzo) ist ein interessanter Fall epiphytischen Wachstums. Er befindet sich zwischen Casorzo Monferrato und Grana Monferrato in der italienischen Region Piemont, Provinz Asti, und besteht aus einem Maulbeerbaum, auf dem ein Kirschbaum von beachtlicher Größe wächst.
Es ist sehr selten, dass epiphytisch wachsende Bäume längere Zeit leben können, weil auf anderen Bäumen nur begrenzte Ressourcen an Humus vorhanden sind. Nur, wenn es der epiphytisch wachsende Baum schafft, eine Wurzelverbindung zum Erdreich zu erlangen, kann er wie der Bialbero di Casorzo über längere Zeiträume überleben.
Der Bialbero di Casorzo ist nicht der einzige derartige Baum. In der Ausgabe von Kosmos vom Juli 1964 wird von einem ähnlichen Doppelbaum im Gebiet der Plitvicer Seen berichtet, der aus einer Weide (als Unterteil) und einer Fichte (als Oberteil) besteht.